# Conócete a ti mismo (libro)
Conócete a ti mismo es una obra escrita por el espiritista español Joaquín Trincado Mateo en 1913.
En la premisa escribe: 

No hay un punto de la vida y de las cosas de la vida, en lo material, político-social, ético, físico, metafísico y espiritual, que no tenga solución en el espiritismo Luz y Verdad; tampoco queda en el "Conócete a ti mismo" ninguno de esos puntos sin estudiar, para la justa comprensión del hombre.

La obra enmarca principios de Sabiduría para la instrucción general de los hombres en el régimen de la Fraternidad Humana.
El libro está dividido en cuatro partes y diez capítulos. 

## El Espíritu
"La vida es el espíritu y el espíritu es la vida universal"
Al Espíritu trincado lo define detalladamente como causa del universo y esencia primera entre la causa original y la demostración de la vida en todas sus formas, dimensiones, siendo en fin el motor de todas las modulaciones de la vida. 
El espíritu tiene una naturaleza consubstancial con la causa original, definida por el escritor como el padre Eloi y es el espíritu en síntesis la voluntad de esa causa original.  Los espíritus son los obreros primarios de la obra universal en todos sus grados.
El espíritu está regido por leyes fatales e inmutables, que son las mismas del universo,  Amor, Afinidad y Justicia. En la física su analogía son la atracción, repulsión y resistencia todas provenientes de aquellas.
La Finalidad del espíritu es demostrar la vida racional por medio de las leyes fatales antes mencionadas, demostración que implica transformar la estática y caos en movimiento y orden por lo que es su función la de transformar la energía desde su grado más impuro hasta el más espiritual. La finalidad del espíritu como ente individual y grupal es la omnipotencia. El trabajo del espíritu se encamina en el cumplimiento de las leyes espiritas, a adquirir la omnipotencia y es el fin que persigue; porque este es su mandato.

## El Cristo-Piedra de Scone
El Cristo afirma el autor es la Piedra de Scone, símbolo patrio y místico más importante para los reyes británicos, la cual según la leyenda británica, es la piedra sobre la cual Jacob apoyó la cabeza en el pasaje bíblico de la escalera de Jacob y pasó a manos de los derrotados egipcios al dejarla Moisés a orillas del Mar Rojo en pleno éxodo, Aitekes (Goidel Glas) yerno de faraón y jefe del ejército egipcio, creyendo era esa piedra el dios de Moisés, llamada cristo por los israelitas, lo cual Aitekes había visto en las fiestas del pueblo esclavo, llevan ese fetiche y le hacen trono adosándole las leyes vedas-hebreas llamándole evangelios, fundando así la religión cristiana que siglos después sería refundada en Roma por el fariseo Pablo de Tarso. 
Prosigue Trincado en el capítulo 05 de “Los Extremos se Tocan” que 

“Aitekes, hijo del griego Naulo se había casado con Scota, hija del Faraón o Rey de Egipto, y fue con éste en persecución de Moisés. Púsose al frente de los egipcios que no perecieron ahogados en el mar y apoderándose de la piedra fatídica, atravesó todo el norte de África, pasó a España y fundó un reino en Galicia, cuya capital fue Brigantium, que la leyenda identifica con la ciudad de Compostela”. “La piedra sirvió de trono a Aitekes y a los reyes Brigantinos, sus descendientes, los cuales eran sobre ella proclamados y coronados”.

Explica Trincado que Aitekes es el nombre en lenguaje egipcio, asignado al famoso príncipe griego Goidel Glas, esposo de la hija de faraón y jefe del ejército egipcio en los tiempos de Moisés, prosigue explicando cómo llegó la piedra a Irlanda y posteriormente a Escocia:

“Uno de éstos, con ocasión de enviar una colonia a Irlanda acaudillado por su hijo Simón Brec entregó a éste la Fatídica piedra, quien la colocó en Themor, hoy Dara, capital entonces de Irlanda donde moraban los escoceses. Fergus, hijo de Fergubar, se trasladó durante el siglo V desde Irlanda a la región boreal de la gran isla Británica con los Escoceses de los que era soberano y que dieron su nombre a Escocia, sirviéndole de trono para inaugurase Rey de su nueva conquista, la sagrada piedra del destino, que tantos había marcado, traída de Egipto a España y de España a Irlanda”. 
“A partir de Fergus I, fundador de la Dinastía escocesa, sucediéronse sin interrupción los Reyes...

Trincado explica que en efecto es así, pero que el nombre de esa piedra era cristo porque Jacob conservó esa piedra para recordarse de la visión que consideró un peligro por quedarse dormido en su viaje y peligro en lengua hebrea antigua se pronunciaba ”cristo” afirma este autor por lo que esta versión de la historia dice que esa piedra es el cristo original y de ella proviene su origen filológico y religioso, palabra pronunciada por los israelitas desde la época de Jacob. 
Cita exacta de Trincado respecto a ese punto:

1º: Que Jacob pronunció la palabra “Cristo”
significando en la lengua hebrea, peligro.

2º: Que la pronunció al despertarse, asustado, ante la visión de la escala que veía que empezaba donde él dormía en los campos de Bethel, teniendo por cabecera una piedra de la que arrancaba la escala y se perdía en las alturas del firmamento, por la que, incesantemente, subían y bajaban seres que él veía.

3º: Que esa piedra, para tener un recuerdo de la visión que él creyó un “peligro” por haberse dormido, la bañó (ungió) con aceite y la llevó consigo.

4º: Que la piedra la dio junto con el testamento de su abuelo Abraham, como en aquel se ordena, al primogénito, y en la emigración a Egipto, es llevada allí y pasa de primogénito en primogénito hasta Moisés.

5º: Que Moisés, antes de la batalla que le lleva Faraón persiguiendo al pueblo que Moisés salva después de cuatro siglos de esclavitud, enterró el testamento en las playas del Mar Rojo, poniendo por señal la piedra, que una vez que se retirarían los restos del ejército derrotado iría a recoger esos dos preciosos documentos (piedra y piel), donde estaba escrito el testamento de Abraham.

6º: Que Aitekes, jefe del ejército de Faraón, conoce la piedra que muchas veces vio en la fiesta anual de los israelitas y sabía, porque la oyó siempre, la palabra “Cristo” que los primogénitos de las tribus pronunciaban inclinados sobre la piedra, y porque como 
santo y seña la gritaban los israelitas que en su ejército llevaba a los que había aleccionado Moisés, causa de la derrota de Faraón.

7º: Que derrotado Aitekes e impedido de perseguir al pueblo libertado, caminando por las playas del Mar Rojo 
encontró la piedra y levantándola gritó: “Los hemos vencido, los abandonó su Dios”. Cree Aitekes, que el Dios de Israel, es aquella piedra ante la que había visto inclinarse y pronunciar “Cristo” a los israelitas y que el nombre de “Cristo” era el 
del Dios de Moisés y, a la piedra adora y la consagra Dios, con el nombre Cristo. Aitekes digo, la hace dios -cristo y roba a Israel sus doctrinas vedas, llamándolas evangelio y se las da a la famosa piedra, Cristo-dios.

8º: Que Aitekes, en posesión de ese dios, forma una brigada y se hace peregrino para encontrarle un reino al nuevo Dios y llega cerca de Finisterre y le hace trono 
y funda la ciudad de Brigantium, conocida hasta hoy en Galicia, España

9º: Que ese trono que está allí por más de 17 siglos; cuando va a llegar a Santiago (cuyo espíritu es el mismo de Moisés), los adoradores de Cristo huyen y llevan el trono a Irlanda, en cuyo asiento está la piedra, y por secreto de la ley que el espíritu sabio sabe, Santiago, desencarna allí; con cuya adoración de sus restos de Apóstol borra al falso Dios Cristo, empezando ya a cumplir su juramento del calvario de quitar a su hermano la afrenta del Cristo.
10º: Que a los
292 años de la muerte de Jesús o sea el año 325 de su nacimiento y a los años 263 de la desencarnación de “Santiago el Hermano del Señor”, como Pablo lo confirma en sus cartas a los Gálatas, se han reunido en Constantinopla, los que dieron en llamarse obispos y nace de ese concilio la iglesia y la religión católica,
donde entre tanto errores y absurdos, consagran el desgraciado nombre de “Jesucristo”.